# Sruwoh Dukuh
Sruwoh Dukuh is een bestuurslaag in het regentschap Purworejo van de provincie Midden-Java, Indonesië. Sruwoh Dukuh telt 380 inwoners (volkstelling 2010).